# American Fork (Utah)
American Fork ist eine Stadt im US-Bundesstaat Utah, im Utah County mit 33.337 Einwohnern (Stand: Volkszählung 2020) auf einer Fläche von 19 Quadratkilometern. Sie liegt auf einer Höhe von 1404 Metern am Nordufer des Utah Lake und am Fuß der Wasatch Mountains. Damit gehört sie zu der Siedlungsachse unterhalb der Wasatchkette von Salt Lake City bis Provo und zählt als Vorstadt zur Provo–Orem-Metropolregion (Provo–Orem metropolitan area).
Sie wurde nach dem American Fork River benannt, der im American Fork Canyon aus der Wasatchkette kommend durch den Ort fließt, um im Utah Lake zu münden.

## Geschichte
Die ältesten archäologischen Spuren der Region gehören zur Fremont-Kultur. In historischer Zeit gehörte die Region westlich der Wasatch Mountains zum Streifgebiet der Ute-Indianer. Die Dominguez-Escalante-Expedition zweier Franziskaner-Patres im Jahr 1775 kam als erste Weiße an den Utah Lake, Pelzjäger und -händler der Rocky Mountain Fur Company waren in den 1820er Jahren die ersten Weißen, die sich länger im Gebiet aufhielten. Die ersten Siedler waren Angehörige der Kirche Jesu Christi der Heiligen der Letzten Tage (Mormonen), die 1850 eintrafen und in den 1850er Jahren ein in Teilen erhaltenes Fort zum Schutz ihrer Farmen errichteten.
Die zunächst informelle Siedlung wurde 1853 als Lake City als Gebietskörperschaft eingetragen. Als Bürgermeister wurde die ersten 29 Jahre der Stadt der Abgesandte der Kirche, Leonard E. Harrington, immer wieder gewählt, der zugleich auch der örtliche Bischof der Kirche war und als Leiter des Postamtes amtierte. Nach einem Farmer der Region, der Bewässerungsgräben angelegt hatte, wurde die Siedlung auch McArthursville genannt, bis 1860 ihr Name wieder auf das vor der Stadtgründung verwendete American Fork geändert wurde. 1868 entschied die Gemeindeversammlung, dass die städtische Grundschule künftig aus Steuern finanziert und für die Schüler kostenlos sein sollte, American Fork war damit die erste Gemeinde in Utah, die die Schulgebühren abschaffte.
Der Ort lebte zunächst von der Viehzucht mit Milchvieh und Schafen in den ursprünglichen weiten Wiesentälern am Ufer des Utah Lake, der weitere Zustrom von Siedlern orientierte sich am Ackerbau und legte parallel zur Bergkette in den höheren Lagen Bewässerungskanäle an. Industrie siedelte sich erst im Zweiten Weltkrieg an, als die Columbia Steel Company 1942/43 am Seeufer unmittelbar außerhalb der Stadtgrenze in damals gemeindefreiem Gebiet des Utah County, heute Vineyard, ein Stahlwerk errichtete, das die Steinkohlen- und Eisenerzvorkommen der Region nutze. Mit dem Betrieb zogen Arbeiter aus den östlichen Vereinigten Staaten in die Region. Das Stahlwerk schloss 2001, nachdem der Betrieb schon seit den 1980er Jahren nicht mehr wirtschaftlich erfolgreich war. Die Anlagen wurden 2004 nach China verkauft und abtransportiert.

## Situation
Seit den 1970er Jahren ist American Fork eine Vorstadt der wirtschaftlichen Zentren der Wasatchfront und hat seine Einwohnerzahl zwischen 1970 und 2010 vervierfacht. Aufgrund der Vergangenheit als Stahlstadt mit nur einem dominanten Arbeitgeber ist American Fork wirtschaftlich eher schwach, das Medianeinkommen liegt mit rund 50.000 Dollar/Haushalt unter dem Wert der umliegenden Siedlungen mit 56.000 Dollar/Haushalt für Utah County. Das Bildungsniveau ist wie in ganz Utah überdurchschnittlich aber ebenfalls schwächer als im Durchschnitt des Countys mit 29,6 % der Bevölkerung mit einem College-Abschluss in der Stadt gegen 34,7 % im Utah County. Die Stadt bietet regionale Zentralfunktionen mit einem großen und gut ausgestatteten Krankenhaus der Intermountain-Healthcare-Gruppe sowie dem Sitz des Alpine School District. Das Stadtzentrum weist einen hohen Grünanteil mit Parks und Sportgeländen auf, der Bootshafen am Utah Lake und der Zugang zu den Wasatch Mountains über den American Fork Canyon mit der Tropfsteinhöhle Timpanogos Cave National Monument machen die Stadt zu einem Ausgangspunkt für Naherholung.
American Fork ist mit Lehi im Westen und Pleasant Grove im Südosten sowie den kleinen Siedlungen Cedar Hills im Nordosten und Highland im Norden zusammengewachsen. Die Industriesiedlung Vineyard liegt im Süden der Stadt am Seeufer.

## Verkehr
American Fork ist über den Interstate Highway 15 in Nord-Süd-Richtung erschlossen, der nächstgelegenen Flughafen ist der Provo Municipal Airport in Provo. Seit Dezember 2012 besteht durch die FrontRunner-commuter rail-Verbindung eine SPNV-Verbindung nach Salt Lake City bzw. Provo/Ogden. Schienengüterverkehr wird in American Fork durch die Union Pacific Railroad sowie (durch Trackage Rights auf UP-Strecken) durch die Utah Railway und BNSF Railway angeboten. Lediglich von 1872 bis 1878 war eine nach dem Ort benannte Bahngesellschaft, die American Fork Railroad, in Betrieb.

## Söhne und Töchter der Stadt
- Reva Beck Bosone (1895–1983), Politikerin
- Wayne C. Booth (1921–2005), Professor für Englische Literatur
- Gary R. Herbert (* 1947), Gouverneur von Utah